# 奥山英志
奥山 英志（おくやま えいし、1949年〈昭和24年〉5月6日 - 2011年〈平成23年〉4月10日）は、リポーター、ナレーター。圭三プロダクションを経てよしもとクリエイティブ・エージェンシー所属。血液型B型。

## 経歴
東京都出身。正則高等学校卒業。俳優・政治家の森田健作は同級生。当初はナレーターの仕事をしていたが、1982年にフジテレビジョンのワイドショー『3時のあなた』で事件現場を自らの足で取材する事件リポーターに転身。以後もフジテレビのワイドショーの『おはようナイスデイ』や『ビックトゥデイ』にてロス疑惑やオウム真理教など3,000件以上の事件を手掛けた社会派リポーターとして活動し、「元祖・事件レポーター」の異名をとった。
その傍ら『殿様のフェロモン』などのバラエティ番組やテレビドラマでも活躍していたが、1999年に『おはようナイスデイ』が終了、リポーターとしてのレギュラー番組はなくなり、テレビ出演は単発が中心となる。2002年に横澤彪の誘いで吉本興業に移籍して文化人枠で所属。イベントなどの司会業もこなしていた。
晩年は仕事に恵まれず、2011年4月10日頃に、東京都調布市で首吊り自殺をして61歳で死去。当初は自殺遺体の身元が判明しなかったため、同年9月頃からマスコミ各社が失踪を報じる騒動になった(後述)。

## 人物
身長176cm、体重100kgの大柄で、人なつこい笑顔で人気だった。趣味はダイエット、ゴルフ、歌うこと。35年以上のゴルフ歴があり、スコアは76という腕前。ダイエットに関する知識は漢方薬からサプリメントの知識が深く、断食道場に通うこともあった。酒好き、豪放磊落な性格で、宵越しの金は持たないタイプだったという。生涯独身だった。

## 失踪報道から自殺の発覚

### 晩年の状況
2010年頃から仕事が減少し、深夜番組のレギュラーの仕事も消滅。周囲に悩みを漏らすようになっていた。女性や金銭関係についてトラブルとは無縁であったが、以前は誘いは絶対に断らなかったのが2010年頃から仲間内での飲み会に誘っても来なくなり、「週に1回しか仕事がない」「腰痛で好きなゴルフができなくなった」とこぼしていたという。
奥山が恩人として慕い、吉本興業へ誘ってくれた横澤彪も2011年1月に死去し、「鬱なんだよ」「元気が出ない」とも語っていた。
吉本がマネジメントした仕事は2010年2月が最後である。吉本興業では文化人枠所属者については自身で直接仕事を取ることも認めているため、この事実だけで仕事が無くなったと断定することはできないが、愛車のセルシオも手放していた。
生涯独身だった奥山は1人で川崎市のマンションに20年間住んでいたが、2011年に入って3月と4月の家賃を滞納。家賃の滞納は20年でこれが初めてであった。
リポーターの平野早苗の話によれば2007年頃から友人で脚本家の横沢丈二に死生観を語るようになり、「死ぬ時は潔く死にたい」と漏らすようになり、2010年6月、番組の元スタッフに「死ぬ時は迷惑をかけない。人にも言わない」と話し、2011年1月には「仕事はないか。ドキュメンタリーでナレーションをやるのは意義がある」などと語っており、平野は「仕事と家族の間で悩み、精神的にも弱くなっていたのかもしれない」という。

### 自殺
2011年4月10日頃に自殺したと見られる。同日16時30分頃、自宅マンションから約5kmの東京都調布市の神代植物公園の無料区域の水生植物園で閉園のために見回りをしていた女性従業員が障害者用トイレが長時間施錠されているのを不審に思い、警察に通報。トイレ個室の荷物置き場に紐をかけて首を吊った状態の奥山の遺体が発見された。遺体発見時にトイレが施錠されていた状況や検視と司法解剖によっても事件性がないと警視庁は判断し、また遺体の身元に繋がる所持品がなかったことから、奥山とは判別出来ないまま身元不明遺体として火葬された。
警視庁は、身体的特徴や着衣など奥山の遺体についての情報を警視庁サイトの身元不明相談コーナーのリストに掲載して誰でも閲覧できるように公開していたが、誰も奥山と気づくことはなかった。なお、身元不明相談コーナーでは、61歳の奥山は、45歳から55歳位の年齢の男性とされていた。

### 失踪報道
2011年9月になり、奥山が4月に失踪していたことが報道される。
テレビ番組での共演で親交が深い前田忠明や友人も4月後半から連絡が取れなくなり心配していた。それ以前には彼と会う度に「何かあったら必ず連絡しろよ」と何度も言っていたといい、自殺の動機には何も思い当たらなかったという。

なお、部屋からなくなっていた奥山の通帳の口座を警察が調べたところ、4月以降に口座が使われた形跡がなかった。未納の家賃は兄が支払い、さらに奥山が戻ってくることを考えて7月まで賃貸契約を続けていたが、その後は兄が荷物を引き取って賃貸マンションは解約された。
6月に奥山に似た水死体が横浜港で見つかり、確認作業が行われたが、そのときは別人と判明した。
5月に捜索願が出されてから9月まで奥山の失踪は身内と仲間のみが知ることだったが、9月13日発売の『週刊女性』2011年9月27日号が奥山の失踪を伝える記事を掲載し、ワイドショーやスポーツ紙などが一斉に後追いで報じていった。
かつての仕事仲間だった武藤まき子は、最後に電話で話したときは「仕事はボチボチで母親の介護もあるから」と言っていたという。

### 遺体の身元判明
12月8日に警視庁が奥山とみられる遺体について甥に確認を求め、遺体写真を見た甥は奥山にほぼ間違いないと認めたことが12月9日に報じられた。12月12日、警視庁による指紋照合等が行われた結果、この遺体が奥山のものであることが確認された。

### 身元判明が遅れた理由
奥山が自殺してから身元確認まで8か月かかった理由は、以下の4点が指摘される。
1. 捜索願の届け出が5月18日であり、遺体発見時点の4月10日にはまだ奥山の捜索願が届け出されておらず、照合のしようがなかったこと（現に捜索願い届け出後の6月に発見された奥山に似た水死体は照合されている[3][4]）。
2. 遺体発見が東京都の警視庁で捜索願が奥山の自宅のある神奈川県警という管轄の違いがあり、まず東京都内の資料のチェックをするという優先順位の設定があったこと。
3. 東京都内の身元不明遺体は年間200体で、行方不明の届け出は4,000件あり、鑑識課の手作業の照合作業では迅速な処理に限界があること。
4. 奥山の捜索願には部屋が荒らされていたり血痕があるなどといった事件性がなく、成人の行方不明者を積極的に探すことは、人権侵害になりかねないため、通常は積極的に捜査しないこと。

## 出演番組

### ワイドショー・情報番組
- 3時のあなた
- おはようナイスディ
- ビックトゥデイ
- 2時のホント
- どうーなってるの?!
- ウォッ!チャ
- 情報プレゼンター とくダネ!

### バラエティ番組
- 稲垣吾郎芸術館
- オレたちひょうきん族
- 殿様のフェロモン
- 水野キングダム - ナレーション

### テレビドラマ・映画
- 心はロンリー、気持ちは「…」IV - 靖役
- 踊る大捜査線（第9話）
- 座頭市
- グリーンボーイ
- やっぱり逸見と猫が好き - 幕張中継リポーター役

ほか

## 著作
- 『ワイドショーを変えた7つの事件-3000件の事件を歩いた巨漢 リポーターが報道の裏を明かす!』 インフォバーン 2004年 ISBN 978-4-901873-39-0